# Warzige Herzmuschel
Die Warzige Herzmuschel (Acanthocardia tuberculata) ist eine Muschelart aus der Ordnung der Cardiida.

## Merkmale
Das Gehäuse der Warzigen Herzmuschel erreicht einen Durchmesser von 3 bis 9 Zentimeter. Die Oberfläche ist mit 20 bis 24 Rippen ornamentiert, die manchmal auch Stacheln tragen. Das Schloss weist in der rechten Klappe zwei Kardinalzähne und zwei vordere Seitenzähne und einen hinteren Seitenzahn auf. In der linken Klappe befinden sich zwei etwa gleich große Kardinalzähne. Das Gehäuse klafft am hinteren Ende geringfügig. Der vordere und hintere Schließmuskel sind annähernd gleich groß (isomyar). Die Siphonen sind relativ kurz und die Mantellinie ist ganzrandig (integripalliat).
Rechte und linke Klappe des gleichen Tieres:

Rechte Klappe
Linke Klappe

## Verbreitung, Lebensweise und Vorkommen
Das Verbreitungsgebiet der Art erstreckt sich von Südnorwegen bis Marokko. Sie dringt auch in das Mittelmeer vor und hat dort ihr Verbreitungsmaximum.
Der Lebensraum der Warzigen Herzmuschel sind schlickige, sandige oder auch Kiessubstrate von der Gezeitenzone bis zum Kontinentalschelf in über 100 m Tiefe.

## Kommerzielle Bedeutung
Die Warzige Herzmuschel wird im Mediterrangebiet gefischt und gegessen. Die Klappen werden wie auch die von anderen Herzmuschelarten zur Herstellung von Schmuckgegenständen benutzt.

## Belege